# Dicey Reilly
"Dicey Reilly" er en irske folkesang, der blev skrevet af Dominic Behan i begyndelsen af 1900-tallet. Den beretter om en alkoholiseret callgirl fra Dublin. Der er flere versioner af sangen, og mange kunstnere har tilføjet nye vers. Den af de mest berømte er en version af Ronnie Drew fra The Dubliners, hvor Dicey Reilly møder op i retten. The Dubliners har indspillet nummeret på adskillige af deres albums, første gang på More of the Hard Stuff (1967)
Det er usikkert om Dicey Reilly var en virkelig person, eller om hun er fiktiv.